# 平石中央小學校前停留場
平石中央小學校前停留場（日语：／ Hiraishi Chūō shōgakkō-mae teiryūjō */?）是隸屬於宇都宮輕軌的鐵路車站，座落於栃木縣宇都宮市，車站編號為08。車站名稱以位於東邊約20米的宇都宮市立平石中央小學校而命名。
列車往芳賀方向，由本站開出後便會駛進橫越鬼怒川的專用橋樑，前往下一站。

## 月台配置
採用標準化的簡易車站模式，出入口設於「平石中央小學校前」十字路口旁，設有兩個長約30米、全上蓋式及透明背板的側式月台，月台上各自裝設了供現金客利用的整理劵機及可摺式候車座椅。
| 月台 | 路線              | 方向 | 目的地                                   | 備註 |
| ---- | ----------------- | ---- | ---------------------------------------- | ---- |
| 1    | ■宇都宮芳賀輕軌線 | 下行 | Green Stadium前、芳賀·高根澤工業團地方向 |      |
| 2    | ■宇都宮芳賀輕軌線 | 上行 | 平石、宇都宮站東口方向                   |      |

## 歷史
- 2021年4月23日：公佈站名[4]。
- 2023年8月26日：正式營運[2][3]。

## 相鄰車站
宇都宮輕軌
■宇都宮芳賀輕軌線
快速（下行）
通過
普通
平石 (07) — 平石中央小學校前 (08) — 飛山城跡 (09)

## 外部連結
- 宇都宮輕軌平石中央小學校前停留場網頁 （页面存档备份，存于）